# Sporting Club de Bastia 2016-2017
Questa voce raccoglie le informazioni riguardanti lo Sporting Club de Bastia nelle competizioni ufficiali della stagione 2016-2017.

## Rosa
Rosa aggiornata al 29 agosto 2017.
| N. |                        | Ruolo | Calciatore             |
| -- | ---------------------- | ----- | ---------------------- |
| 1  | Francia (bandiera)     | P     | Thomas Vincensini      |
| 2  | Guinea (bandiera)      | A     | Sadio Diallo           |
| 3  | Francia (bandiera)     | C     | Julien Benhaim         |
| 4  | Marocco (bandiera)     | D     | Abdelhamid El Kaoutari |
| 5  | Francia (bandiera)     | D     | Sébastien Squillaci    |
| 6  | Francia (bandiera)     | A     | Allan Saint-Maximin    |
| 7  | Paesi Bassi (bandiera) | A     | Jerson Cabral          |
| 8  | Francia (bandiera)     | C     | Gaël Danic             |
| 9  | Francia (bandiera)     | A     | Florian Raspentino     |
| 10 | Marocco (bandiera)     | C     | Lyes Houri             |
| 11 | Francia (bandiera)     | A     | Lenny Nangis           |
| 12 | Mali (bandiera)        | A     | Abdoulaye Keita        |

| N. |                    | Ruolo | Calciatore                 |
| -- | ------------------ | ----- | -------------------------- |
| 14 | Algeria (bandiera) | C     | Mehdi Mostefa              |
| 16 | Francia (bandiera) | P     | Jean-Louis Leca            |
| 18 | Francia (bandiera) | C     | Yannick Cahuzac (capitano) |
| 19 | Francia (bandiera) | C     | Axel Ngando                |
| 20 | Svezia (bandiera)  | D     | Pierre Bengtsson           |
| 22 | Algeria (bandiera) | C     | Farid Boulaya              |
| 23 | Francia (bandiera) | D     | Alexander Djiku            |
| 27 | Francia (bandiera) | A     | Enzo Crivelli              |
| 28 | Francia (bandiera) | D     | Florian Marange            |
| 29 | Francia (bandiera) | D     | Gilles Cioni               |
| 30 | Francia (bandiera) | P     | Paul Charruau              |